# Christel Hildebrandt
Christel Hildebrandt (* 14. Dezember 1952 in Lauenburg/Elbe) ist eine deutsche literarische Übersetzerin. 

## Leben
Christel Hildebrandt absolvierte ein Studium der Fächer Germanistik und Soziologie, das sie 1985 an der Universität Hamburg mit der Promotion zum Doktor der Philosophie abschloss. Anschließend war sie als Gymnasiallehrerin tätig. Seit 1988 ist sie freie Übersetzerin. Christel Hildebrandt übersetzt Belletristik aus dem Norwegischen, Dänischen und Schwedischen ins Deutsche.
Sie gehört dem Verband deutschsprachiger Übersetzer literarischer und wissenschaftlicher Werke an und lebt in Hamburg.

## Auszeichnungen
- 2019: Silberne Feder für die Übersetzung von Bösemann (zusammen mit Gro Dahle und Svein Nyhus)

## Werke
- Zwölf schreibende Frauen in der DDR, Berlin 1984

## Herausgeberschaft
- Das Drachenei, Bremen 1987 (herausgegeben zusammen mit Gabriele Haefs)
- Liebes- und andere Erklärungen, Bonn 1988
- Frauen in Skandinavien, München 1991 (herausgegeben zusammen mit Gabriele Haefs)
- Mord am Fjord, München 1994 (herausgegeben zusammen mit Gabriele Haefs)
- Selma Lagerlöf: Sancta Lucia, Stuttgart 2013 (herausgegeben zusammen mit Gabriele Haefs)

## Übersetzungen
- Kim Fupz Aakeson: Eins, zwei, drei – ein Papagei!, Aarau 1999
- Kim Fupz Aakeson: Täter wie wir, München 2013
- Kim Fupz Aakeson: Ulla und alles, Aarau 2000
- Kim Fupz Aakeson: Wenn kleine Monster schlafen gehen, München 1997
- Lars Andersson: Artemis, München 1998
- Widar Aspeli: Schneesturm, Aarau 2000
- Helena Axelsson: Wer heißt schon Puck!, Aarau 1998
- Majgull Axelsson: Die Aprilhexe, München 2000
- Majgull Axelsson: Augustas Haus, München 2002
- Majgull Axelsson: Eis und Wasser, Wasser und Eis, München 2010
- Majgull Axelsson: Der gleiche Himmel, München 2004
- Majgull Axelsson: Die ich nie war, München 2008
- Majgull Axelsson: Ich heiße nicht Miriam, Ullstein Verlag, Berlin 2015, ISBN 978-3-471-35128-4
- Maija Baric: Komm, wir spielen mit!, Aarau 1997
- Rune Belsvik: Vom kleinen Land am Bach, Hildesheim 2011
- Monika Björk: Der Hamburger-Hase, Aarau 1999
- Cilla Börjlind: Die dritte Stimme, München 2014
- Odd Børretzen: Wie man einen Norweger versteht und benutzt, Oslo 1992
- Ove Borøchstein: Schwarze Nacht, Bindlach 1996
- Eugen G. Brahms: Badete van Veeteren jemals im See von Kumla? München 2004
- Gerd Brantenberg: Ohne Rauch geht’s auch oder Wie frau auch ohne Zigarette eine Liebeserklärung aussprechen kann, Bonn 1988
- Stefan Casta: Kims Buch über Verräter, Liebe – und so tun als ob, Neunkirchen 2005
- Stefan Casta: Wir waren nie Freunde, Frankfurt am Main 2007
- Lars Saabye Christensen: Der Alleinunterhalter, München 1997
- Lars Saabye Christensen: Die blaue Kuppel der Erinnerung, München 2009
- Lars Saabye Christensen: Der eifersüchtige Friseur und andere Helden, München 1998
- Lars Saabye Christensen: Der falsche Tote, München 2002
- Lars Saabye Christensen: Der Halbbruder, München 2003
- Lars Saabye Christensen: Herman, Würzburg 1990
- Lars Saabye Christensen: Der Joker sticht, Münster 1995
- Lars Saabye Christensen: Das Modell, München 2007
- Lars Saabye Christensen: Nachtschatten, München 2007
- Lars Saabye Christensen: Der Sommer, in dem meine Mutter zum Mond fliegen wollte, München 2013
- Lars Saabye Christensen: Die unglaublichen Ticks des Herrn Hval, München 2012
- Lars Saabye Christensen: Waterloo, München 2005
- Lars Saabye Christensen: Yesterday, München 1989
- Lars Saabye Christensen: Zeig's ihnen, Otto! Würzburg 1993
- Liz Bente L. Daehli: Das geheimnisvolle Zimmer, Düsseldorf 1999
- Harald Rosenløw Eeg: Aber raus bist du noch lange nicht, Hildesheim 2014
- Harald Rosenløw Eeg: Brennweite, Hildesheim 2011
- Harald Rosenløw Eeg: Caulfield, Hildesheim 2012
- Harald Rosenløw Eeg: Einschnitte, Bindlach 1997
- Lena Eilstrup: Ein Wahnsinnsjahr, Bindlach 1995
- Maria Ernestam: Die Röte der Jungfrau, München 2008
- Jon Ewo: Am Haken, München 2010
- Jon Ewo: Die Erde ist nackt und hart, München 2004
- Jon Ewo: Der Mond ist ein blöder Pudding, München 2002
- Jon Ewo: Rache, Zürich 2002
- Jon Ewo: Sommerschatten, Würzburg 1998
- Jon Ewo: Die Sonne ist eine geniale Göttin, München 2000
- Jon Ewo: Torpedo, Zürich 2000
- Jon Ewo: Trash Bazooka, München 2003

1. Ein Held wird geboren.
2. Die Rückkehr des Grobian Worm.

- Marianne Fredriksson: Sofia und Anders, Frankfurt am Main 2001
- Inger Frimansson: Der Beschützer, München 2003
- Inger Frimansson: Der Pfirsichkern, Düsseldorf 2004
- Inger Frimansson: Tiefe Schreie, Düsseldorf 2002
- Hedda Giertsen: Poesie und Kriminologie, Pfaffenweiler 1996
- Camilla Grebe: Die Therapeutin, München 2011
- Torill Thorstad Hauger: Mond über Eikaberg, München 2000
- Torill Thorstad Hauger: Das Rabenmädchen, Würzburg 1992
- Torill Thorstad Hauger: Wie ein Wolf, Bindlach 1995
- Björn Hellberg: Ehrenmord, Berlin 2002
- Björn Hellberg: Mauerblümchen, Frankfurt am Main 2004
- Christina Herrström: Ebba und Didrik, Würzburg 1991

1. Didriks Geschichte.
2. Ebbas Geschichte.

- Hanne-Vibeke Holst: Mann umständehalber abzugeben, München 1999
- Hanne-Vibeke Holst: Meerjungfrau sucht Mann fürs Leben, München 1998
- Hanne-Vibeke Holst: Sag jetzt nichts, Liebling, München 1999
- Kirsten Holst: Der rätselhafte Doppelgänger, Bindlach 1996
- Andrea Bræin Hovig: Die wilde Mathilde. Geschichten zum Vorlesen, Hildesheim 2016
- Henrik Ibsen: Die Frau vom Meer, Stuttgart 1998
- Henrik Ibsen: Die Stützen der Gesellschaft, Stuttgart 2010
- Henrik Ibsen: Die Wildente, Stuttgart 1996
- Bjørn Ingvaldsen: Ich bin berühmt!, Düsseldorf 2003
- Bjørn Ingvaldsen: Ich bin sexy, Düsseldorf 2005
- Bjørn Ingvaldsen: Kopfüber, Düsseldorf 2003
- Bjørn Ingvaldsen: Lucy’s song, Köln 2011
- Bjørn Ingvaldsen: Tote Finnen essen keinen Fisch, Köln 2011
- Bjørn Ingvaldsen: Wie Balder es schaffte, einen Blitz zu fotografieren, und es fast nicht überlebte, Köln 2013
- Jógvan Isaksen: Mild ist die färöische Sommernacht, Münster 1995
- Jógvan Isaksen: Option Färöer, Dortmund 2007
- Jens Henrik Jensen: Das Axtschiff, München 2006
- Jette Kaarsbøl: Das Versprechen der Ehe, München 2005
- Mons Kallentoft: Blut soll euer Zeichen sein, Reinbek 2009
- Mons Kallentoft: Blutrecht, Reinbek bei Hamburg 2011
- Mons Kallentoft: Frühlingstod, Reinbek bei Hamburg 2014
- Tone Kjaernli: Und wer küßt mich?, Würzburg 1993
- Tone Kjaernli: Die verzauberte Geige, Aarau 1999
- Lis Vibeke Kristensen: Ein bretonischer Sommer, München 2000
- Monica Kristensen: Suche, München 2012
- Pontus Ljunghill: Der Mann im Park, München 2013
- Hanna Lützen: Das Buch der Wunder, Würzburg 1999
- Hanna Lützen: Vlad, Würzburg 1997
- Niels Lund: Knut & Knut, Esslingen [u. a.] 1997
- Håkan Nesser: Aus Doktor Klimkes Perspektive, München 2007
- Håkan Nesser: Barins Dreieck, München 2003
- Håkan Nesser: Die Einsamen, München 2011
- Håkan Nesser: Die Fliege und die Ewigkeit, München 2006
- Håkan Nesser: Die Frau mit dem Muttermal, München 1998
- Håkan Nesser: Eine ganz andere Geschichte, München 2008
- Håkan Nesser: Himmel über London, München 2013
- Håkan Nesser: Kim Novak badete nie im See von Genezareth, München 2003
- Håkan Nesser: Der Kommissar und das Schweigen, München 2001
- Håkan Nesser: Mensch ohne Hund, München 2007
- Håkan Nesser: Münsters Fall, München 2000
- Håkan Nesser: Die Perspektive des Gärtners, München 2010
- Håkan Nesser: Die Schatten und der Regen, München 2005
- Håkan Nesser: Die Schwalbe, die Katze, die Rose und der Tod, München 2003
- Håkan Nesser: Sein letzter Fall, München 2004
- Håkan Nesser: Und Piccadilly Circus liegt nicht in Kumla, München 2004
- Håkan Nesser: Das vierte Opfer, München 1999
- Håkan Nesser: Die Wahrheit über Kim Novak und den Mord an Bertil Albertsson, München 2010
- Håkan Nesser: Das zweite Leben des Herrn Roos, München 2009
- Marit Nicolaysen: Herr Schmitt reist mit! Aarau 2000
- Mikael Niemi: Erschieß die Apfelsine, München 2011
- Mikael Niemi: Die Flutwelle, München 2014
- Mikael Niemi: Das Loch in der Schwarte, München 2006
- Mikael Niemi: Der Mann, der starb wie ein Lachs, München 2008
- Mikael Niemi: Populärmusik aus Vittula, München 2002
- Moni Nilsson: Salmiak und Spocke, Hildesheim 2007
- Per Nilsson: Anarkai, Aarau [u. a.] 1998
- Elin Ørjasaeter: Larry und die schwarzen Opale, Düsseldorf 1999
- Elin Ørjasaeter: Maika bleibt bei mir!, Düsseldorf 1998
- Maria Parr: Sommersprossen auf den Knien, Hamburg 2010
- Maria Parr: Waffelherzen an der Angel, Hamburg 2008
- Bjørn F. Rørvik: Edvard Munchs kleiner Pinsel, Bern 2012
- Tor Arve Røssland: Paul und die Kraft der Spaghetti, Düsseldorf 2002
- Leif Ryvarden: Lofoten – Vesterålen, Oslo 1996
- Amalie Skram: Professor Hieronimus, Roman. Guggolz Verlag, Berlin 2016, ISBN 978-3-945370-07-0
- Kari Smeland: Das niesende Nachbarhaus, Hamburg 2014
- Bjørn Sortland: Frida, Bern [u. a.] 2011
- Bjørn Sortland: Zehn Kamele für Mama, Frankfurt am Main 1999
- Stefan Spjut: Troll, München 2014
- August Strindberg: Fräulein Julie, Stuttgart 2003
- August Strindberg: Totentanz, Stuttgart  2011
- August Strindberg: Ein Traumspiel, Stuttgart 2013
- Aase Strømstad: Norwegische Küche, Oslo 1995
- Hanne Marie Svendsen: Die Frau von den Sternensteinen, München 2005
- Dan Turèll: Mord auf Malta, Bergisch Gladbach 2004
- Dan Turèll: Mord in Rodby, Münster 1996
- Helene Tursten: Der Novembermörder, München 2000
- Über Grenzen, München 2007 (übersetzt zusammen mit Gabriele Haefs)
- Eva Valebrokk: Norwegische Stabkirchen, Neunkirchen 1993
- Carl-Johan Vallgren: Schattenjunge, München 2014
- Bjørg Vik: Zeit der Rosen, Frankfurt am Main 2001
- Karin Wahlberg: Ein plötzlicher Tod, München 2004
- Weihnachtsgeschichten aus dem hohen Norden, Berlin 2007 (übersetzt zusammen mit Gabriele Haefs und Dagmar Mißfeldt)
- Liselott Willén: Stein um Stein, München 2004